# Amulets & Armor

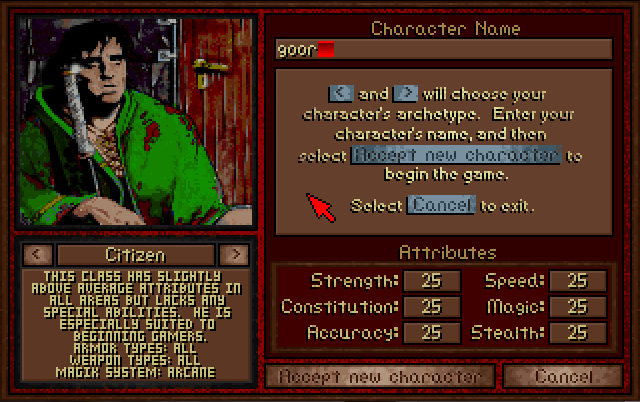
Màn hình tạo nhân vật

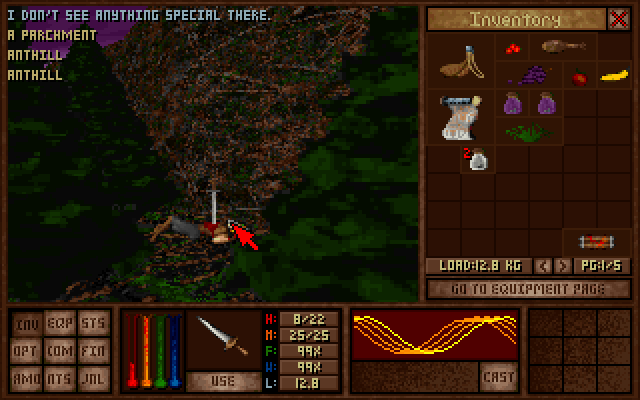
Hình chụp màn hình trong trò chơi

Amulets & Armor là một game nhập vai góc nhìn thứ nhất dành cho PC, được tạo bởi David Webster và Eric Webster cùng United Software Artists và xuất bản dưới dạng phần mềm chia sẻ vào năm 1997. Năm 2013, trò chơi được phát hành lại dưới dạng phần mềm miễn phí và phần mềm nguồn mở.

## Lối chơi
Trò chơi được chia thành các nhiệm vụ được tạo thành từ nhiều màn chơi riêng biệt, mỗi cấp độ chống lại kẻ thù khác nhau trong các khu vực khác nhau với các mục tiêu cuối cùng khác nhau. Người chơi chọn một nhân vật trong số mười một nhân vật mặc định: Knight, Paladin, Rogue, Mercenary, Sailor, Magician, Priest, Citizen, Mage, Warlock, và Archer. Theo quảng cáo, game lấy bối cảnh tổng thể, "Trong hầm mộ ngầm của lâu đài Arius," nhưng chỉ có một vài màn là giống như vậy, còn lại đều mang bối cảnh khác nhau.

## Lịch sử

### Phát triển và phát hành
United Software Artists đã phát triển cho Amulets & Armor một game engine 2.5D riêng giống Doom. Vì định dạng bản đồ là Doom được sử dụng để có thể dùng làm các công cụ tạo dựng nên game này. Nền tảng được nhắm mục tiêu là PC với MS-DOS, dùng chế độ đồ họa VGA 256 màu với độ phân giải 320x200.
Ngoài các khả năng giống như Doom còn có các tính năng RPG engine của game như các lớp nhân vật khác nhau, hệ thống ma thuật, hệ thống thăng cấp nhân vật và thùng đồ, cơ chế đói và khát, và hệ thống xây dựng cấp độ chi tiết. Trò chơi có phần đáng chú ý vì đã triển khai các tính năng thường được kết hợp với các game RPG giả tưởng trong engine bắn súng góc nhìn người thứ nhất trước khi điều này trở nên phổ biến (trong khi nó không đổi mới các tính năng này). Các game Ultima Underworld nổi tiếng hơn nhiều đã thực hiện các tính năng tương tự nửa thập kỷ trước với các giá trị sản xuất VGA/MIDI tương đương. Mặc dù so sánh thích hợp hơn có lẽ là The Elder Scrolls II: Daggerfall do Bethesda Softworks phát hành năm trước với các tính năng tương tự, đã trở nên nổi tiếng hơn nhiều. Nhằm đặt khả năng đồ họa của trò chơi theo viễn cảnh, Quake, một trong những tựa game hoàn toàn 3D và kết cấu đầu tiên, đã xuất hiện vào năm trước và Quake II đã ra mắt cùng năm với Amulets & Armor.
Trò chơi được phát hành vào năm 1997 sau hai năm phát triển dưới dạng phần mềm chia sẻ trên đĩa, bao gồm cả bản ghi nhạc (cả chất lượng CD và phiên bản MIDI của âm nhạc đều có sẵn trên đĩa). Một phiên bản demo game cũng được cung cấp kèm theo.

### Phần mềm miễn phí phát hành lại và nguồn mở
Sau khi không có sẵn và không được hỗ trợ Abandonware for trong nhiều năm, các nhà phát triển ban đầu đã lấy lại quyền đối với Amulets & Armor vào khoảng tháng 2 năm 2013. Sau đó vào năm 2013, trò chơi đã được phát hành lại dưới dạng phần mềm miễn phí trên trang web chính thức của trò chơi và mã nguồn theo GPLv3 trên GitHub. Công việc tiếp tục cho các bản chuyển thể sang các hệ thống mới hơn (Windows, MacOS), bao gồm sửa lỗi chung và thay đổi back-end đồ họa thành OpenGL.

## Đón nhận
Amulets & Armor là một sản phẩm thất bại về mặt thương mại với ít hơn 100 bản được bày bán, do các giá trị sản xuất lỗi thời, giao diện người dùng khó hiểu và tiếp thị phần mềm chia sẻ không tương xứng. Game vẫn chưa được biết đến cho đến khi nó được phát hành bởi các trang web abandonware.
Trên bản phát hành lại phần mềm miễn phí năm 2013, Rock, Paper, Shotgun đã xem xét Amulets & Armor và gọi nó là "vô lý, tham vọng, hơn cả một chút vụng về" và "vượt qua đường cong học hỏi ban đầu và bạn có thể tìm thấy thứ gì đó bằng chân.".